# Anselm Viola i Valentí
Anselm Viola i Valentí OSB (* 1738 als Pere Viola i Valentí in Torroella de Montgrí; † 25. Januar 1798 in Kloster Montserrat) war ein katalanischer Musikpädagoge und Komponist der Schule von Montserrat.

## Leben und Werk
Als Zehnjähriger trat Pere Viola in die Escolania de Montserrat ein und erhielt dort bei Benet Esteve und Josep Antoni Martí seine musikalische Ausbildung. Im Jahr 1756 trat er dem Benediktinerorden bei und nahm den Ordensnamen Anselm an. 1758 ging er in das Kloster Nuestra Señora de Monserrate de Madrid. Viola blieb zehn Jahre in Madrid und schloss dort seine kirchlichen Studien ab. Er wurde hier offensichtlich zum Priester geweiht, was aber bisher nicht einwandfrei nachgewiesen werden konnte. Er kam hier mit hochbefähigten Hofmusikern wie José de Torres (1670–1738), José de Nebra (1702–1768), Antoni Lliteres (1673–1747), Francesc Manalt (1720–1759) und Sebastián Albero (1722–1756) in Kontakt. Er übernahm von diesen Musikern die am spanischen Hof verbreitete italienische Musikkultur der Zeit, die er bereits bei seinem Lehrer Josep Martí in Ansätzen kennengelernt hatte. Zudem trat Viola in Madrid mit seinen Kompositionen besonders hervor. Seine Werke wurden mit hohem Respekt von der königlichen Kapelle aufgeführt.
1767 kehrte er ins Kloster Montserrat zurück, wo er 1768 zum Leiter der Escolania und der Musikkapelle ernannt wurde. Diese Stellen hatte er über 30 Jahre lang bis zu seinem Tode inne.
Viola komponierte Instrumentalwerke, Sonaten und andere Stücke für Tasteninstrumente sowie ein Konzert für Fagott und Orchester. Er schuf auch zwei Messen für Singstimmen und Orchester sowie zwei Magnifikats für sechs und sieben Stimmen. Es gibt nur sehr wenige Musikmanuskripte von Viola. Diese sind in der Mehrheit in den Jahren 1811 und 1812 bei der Zerstörung des Klosters Montserrat durch napoleonische Truppen  verloren gegangen. Die Escolania de Montserrat spielte einige Werke Violas auf CD ein. Sein kompositorisches Werk fand nicht die angemessene Würdigung, obwohl Viola eine der herausragenden Musikpersönlichkeiten des 18. Jahrhunderts im katalanischen Kulturraum war. Sein Werk stellt das Bindeglied der Musiktradition von Montserrat in der Linie von Joan Cererols (1618–1680) und Miguel López (1669–1723) und der italienischen Musikkultur, die Mitte des 18. Jahrhunderts in Montserrat und auch in Madrid eingeführt wurde, dar. Diese Prägung durch zwei Musikstile bestimmte seine Persönlichkeit, die sich durch eine strenge, aber einfühlsame Musiksprache und durch große Kohärenz auszeichnete.
Darüber hinaus hat Viola dreißig Jahre lang als Musikpädagoge an der Escolania de Montserrat gewirkt. Über seine Schüler hatte Violas Wirken als Lehrer tiefgreifenden Einfluss auf die katalanische Musik des 19. Jahrhunderts. In der geschilderten Traditionslinie standen Musiker wie Antonio Soler und Fernando Sor.
1793 erlitt Viola einen Schlaganfall, ein Umstand, der ihm die Leitung der Escolania unmöglich machte. Den Titel Meister der Musikkapelle behielt er weiter. Am 25. Januar 1798 starb Viola auf der Krankenstation des Klosters Montserrat.